# Hawley Pratt
Hawley Pratt (Seattle, 9 de junho de 1911 - Thousand Oaks, 4 de março de 1999) foi um diretor, animador e ilustrador americano. Ele é mais conhecido por seu trabalho na Warner Bros. Cartoons e como o braço direito do diretor Friz Freleng como artista de layout e mais tarde como diretor. Pratt também trabalhou para os estúdios Walt Disney, Filmation e DePatie-Freleng Enterprises, onde co-criou The Pink Panther. 

## Vida e carreira
Nascido em Seattle e criado no Bronx por sua mãe viúva Mabel, Pratt se formou no Pratt Institute no Brooklyn. Ele se tornou um artista no Walt Disney Studios em 1933 antes de ingressar na Warner Bros. Cartoons, juntamente com os colegas animadores Frank Tashlin, Bill Meléndez, Emery Hawkins, Basil Davidovich, Maurice Noble, Cornett Wood, Ted Bonnicksen e Jack Bradbury após a greve dos animadores da Disney em 1941. Na Warners, ele atuou como artista de layout, fornecendo layouts de fundo e poses de personagens de 1945 a princípios da década de 1960. Trabalhando em estreita colaboração com o diretor Friz Freleng, o currículo da Pratt na Warner Bros. inclui os desenhos animados ganhadores do Oscar, Tweetie Pie, que apresentou a dupla de Sylvester e Tweety, Speedy Gonzales, onde Freleng e Pratt redesenharam o personagem em sua encarnação moderna e Birds Anonymous. Pratt dirigiu Señorella e o Glass Huarache, um Looney Tune lançado em 1964 depois que o estúdio encerrou sua divisão de animação.
Pratt trabalhou brevemente no estúdio Hanna-Barbera com a Freleng antes de os dois se mudarem para a DePatie-Freleng Enterprises. Eles criaram o personagem Pantera Cor-de-Rosa para a sequência animada do filme de 1963 com o mesmo nome; no entanto, Pratt é frequentemente creditado apenas pela criação do personagem. Enquanto esteve lá, ele dirigiu (ou co-dirigiu) todos os episódios do The Pink Panther Show. O esforço de direção de Pratt no curta de 1966, The Pink Blueprint, lhe rendeu uma indicação ao Oscar. Seus outros trabalhos de direção incluem também três curtas de Roland e Rattfink, The Super 6, e três especiais de televisão do Dr. Seuss: The Cat in the Hat e Dr. Seuss on the Loose, e The Lorax. Pratt também atuou como diretor associado e animador do filme de 1964 The Incredible Mr. Limpet. O último crédito de design de Hawley Pratt foi em Jetsons: The Movie dos anos 90. 
As habilidades de Pratt também o fizeram ilustrar vários pequenos livros de ouro e grandes livros de ouro. 
Pratt morreu em 4 de março de 1999.

## Prêmios
- Oscar de Melhor Curta-Metragem de Animação 1967 (nomeado)
- Golden Award 1992